# Młodochów
Młodochów is een dorp in de Poolse woiwodschap Subkarpaten. De plaats maakt deel uit van de gemeente Gawłuszowice.